# Indios de Mayagüez 2013-2014 (pallavolo)
ď

Questa voce raccoglie le informazioni riguardanti gli Indios de Mayagüez nelle competizioni ufficiali della stagione 2013-2014.

## Stagione
La stagione 2013-14 vede Rigoberto Guilloty sulla panchina degli Indios de Mayagüez. Circa metà della rosa resta invariata: sono sette i nuovi arrivi, tra i quali spiccano Joel Otero, Odimar Cancel ed Ulises Maldonado, a fronte di sei partenze, tra le quali quelle di Eric Haddock ed Ángel Matías, oltre che dello statunitense Jeffrey Ptak.
La stagione degli Indios si apre il 18 ottobre 2013 con la sconfitta in casa dei Capitanes de Arecibo: nelle prime giornate di campionato la squadra entra immediatamente in crisi, perdendo le prime sei gare stagionali. La prima vittoria arriva nella gara interna contro i Changos de Naranjito ed è seguita da un'altra vittoria, questa volta sui Maratonistas de Coamo. Dopo la battuta d'arresto coi Capitanes de Arecibo, gli Indios centrano un filotto di quattro vittorie consecutive, prima di essere sconfitti a domicilio dai Plataneros de Corozal. Negli ultimi dieci incontri di regular season arrivano altre sei vittorie, che permettono alla squadra di qualificarsi ai play-off come testa di serie numero 5. Nella post-season vengono inseriti nel Girone B dei quarti di finale, insieme ai Nuevos Gigantes de Carolina ed ai Plataneros de Corozal: nelle quattro gare disputate vengono sempre sconfitti, chiudendo così come quinti classificati il campionato.

## Organigramma societario
Area direttiva
- Presidente: Karimar Brown
- Direttore generale: José Guilloty

Area tecnica
- Allenatore: Rigoberto Guilloty
- Assistente allenatore: Manuel Acevedo
- Allenatore: José Barceló
- Statistico: Henry Padilla
- Fisioterapista: Jorge Colón

## Rosa
| N° | Nome                | Ruolo | Data di nascita   | Nazionalità sportiva |
| -- | ------------------- | ----- | ----------------- | -------------------- |
| 1  | José Guilloty       | P     | 12 aprile 1977    | Porto Rico           |
| 3  | Joel Otero          | S     | 22 settembre 1985 | Porto Rico           |
| 4  | Jorge López         | S     | 6 febbraio 1992   | Porto Rico           |
| 5  | Tommy Alequin       | L     | -                 | Porto Rico           |
| 6  | Ramon Matias        | S     | -                 | Porto Rico           |
| 7  | Juan Gabriel Ruiz   | S/O   |                   | Porto Rico           |
| 8  | Iván Pérez          | S     | 13 febbraio 1985  | Porto Rico           |
| 9  | Odimar Cancel       | C     | -                 | Porto Rico           |
| 10 | Mannix Román        | C     | 17 gennaio 1983   | Porto Rico           |
| 11 | José Mulero         | L     | 25 ottobre 1991   | Porto Rico           |
| 12 | Luis Ruiz           | P     | 17 maggio 1993    | Porto Rico           |
| 15 | Joseph Cuevas       | S/O   | 9 maggio 1990     | Porto Rico           |
| 17 | Ángel Rivera        | C     | 12 maggio 1992    | Porto Rico           |
| 19 | Ulises Maldonado    | S/O   | 3 marzo 1989      | Porto Rico           |
| 19 | Juan Vázquez        | S/O   | 23 gennaio 1991   | Porto Rico           |
| 20 | Guillermo Rodríguez | P     | 16 giugno 1992    | Porto Rico           |

## Mercato
| Acquisti | Acquisti          | Acquisti              | Acquisti   |
| R.       | Nome              | da                    | Modalità   |
| -------- | ----------------- | --------------------- | ---------- |
| S        | Joel Otero        | Capitanes de Arecibo  | definitivo |
| S/O      | Juan Gabriel Ruiz | ?                     | definitivo |
| C        | Odimar Cancel     | Capitanes de Arecibo  | definitivo |
| P        | Luis Ruiz         | ?                     | definitivo |
| S/O      | Joseph Cuevas     | ?                     | definitivo |
| C        | Ángel Rivera      | ?                     | definitivo |
| S/O      | Ulises Maldonado  | Perungan Pojat        | definitivo |
| S/O      | Juan Vázquez      | Plataneros de Corozal | definitivo |

| Cessioni | Cessioni         | Cessioni              | Cessioni   |
| R.       | Nome             | a                     | Modalità   |
| -------- | ---------------- | --------------------- | ---------- |
| S        | Eric Haddock     | Capitanes de Arecibo  | definitivo |
| C        | Ángel Mercado    | -                     | ritirato   |
| P        | Ariel Cruz       | -                     | ritirato   |
| C        | Daniel Erazo     | -                     | ritirato   |
| L        | Ángel Matías     | Capitanes de Arecibo  | definitivo |
| S/O      | Jeffrey Ptak     | Groznyj               | definitivo |
| S/O      | Ulises Maldonado | Plataneros de Corozal | definitivo |

## Risultati

### LVSM

#### Regular season
| 18 ottobre 2013 Coliseo Manuel "Petaca" Iguina, Arecibo     | Capitanes de Arecibo     | 3 - 0 | Indios de Mayagüez       | 25-23, 25-22, 25-20               |
| 20 ottobre 2013 Coliseo Luis Aymat Cardona, San Sebastián   | Caribes de San Sebastián | 3 - 1 | Indios de Mayagüez       | 25-22, 25-23, 30-32, 25-19        |
| 23 ottobre 2013 Palacio de Recreación y Deportes, Mayagüez  | Indios de Mayagüez       | 2 - 3 | Patriotas de Lares       | 25-22, 25-17, 22-25, 23-25, 13-15 |
| 25 ottobre 2013 Coliseo Mario Morales, Guaynabo             | Mets de Guaynabo         | 3 - 0 | Indios de Mayagüez       | 25-22, 32-30, 25-22               |
| 27 ottobre 2013 Coliseo Guillermo Angulo, Carolina          | Gigantes de Carolina     | 3 - 1 | Indios de Mayagüez       | 27-25, 27-29, 25-18, 25-23        |
| 31 ottobre 2013 Palacio de Recreación y Deportes, Mayagüez  | Indios de Mayagüez       | 1 - 3 | Plataneros de Corozal    | 25-16, 19-25, 16-25, 19-25        |
| 3 novembre 2013 Palacio de Recreación y Deportes, Mayagüez  | Indios de Mayagüez       | 3 - 1 | Changos de Naranjito     | 25-17, 25-20, 20-25, 25-18        |
| 5 novembre 2013 Palacio de Recreación y Deportes, Mayagüez  | Indios de Mayagüez       | 3 - 1 | Maratonistas de Coamo    | 25-23, 25-13, 23-25, 25-20        |
| 9 novembre 2013 Coliseo Manuel "Petaca" Iguina, Arecibo     | Capitanes de Arecibo     | 3 - 0 | Indios de Mayagüez       | 25-23, 25-21, 25-22               |
| 13 novembre 2013 Palacio de Recreación y Deportes, Mayagüez | Indios de Mayagüez       | 3 - 1 | Caribes de San Sebastián | 17-25, 25-22, 25-14, 25-22        |
| 17 novembre 2013 Palacio de Recreación y Deportes, Mayagüez | Indios de Mayagüez       | 3 - 2 | Patriotas de Lares       | 25-22, 25-27, 17-25, 25-22, 15-10 |
| 20 novembre 2013 Coliseo Edwin "Puruco" Nolasco, Coamo      | Maratonistas de Coamo    | 1 - 3 | Indios de Mayagüez       | 25-21,20-25, 15-25, 22-25         |
| 23 novembre 2013 Palacio de Recreación y Deportes, Mayagüez | Indios de Mayagüez       | 3 - 1 | Gigantes de Carolina     | 24-26, 26-24, 27-25, 25-19        |
| 27 novembre 2013 Palacio de Recreación y Deportes, Mayagüez | Indios de Mayagüez       | 1 - 3 | Plataneros de Corozal    | 25-16, 19-25, 14-25, 16-25        |
| 30 novembre 2013 Palacio de Recreación y Deportes, Mayagüez | Indios de Mayagüez       | 1 - 3 | Mets de Guaynabo         | 18-25, 25-22, 18-25, 18-25        |
| 3 dicembre 2013 Coliseo Gelito Ortega, Naranjito            | Changos de Naranjito     | 0 - 3 | Indios de Mayagüez       | 24-26, 23-25, 23-25               |
| 5 dicembre 2013 Coliseo Félix Méndez Acevedo, Lares         | Patriotas de Lares       | 1 - 3 | Indios de Mayagüez       | 14-25, 19-25, 27-25, 19-25        |
| 7 dicembre 2013 Coliseo Mario Morales, Guaynabo             | Mets de Guaynabo         | 3 - 1 | Indios de Mayagüez       | 25-19, 25-23, 22-25, 25-21        |
| 10 dicembre 2013 Palacio de Recreación y Deportes, Mayagüez | Indios de Mayagüez       | 3 - 2 | Capitanes de Arecibo     | 25-16, 20-25, 25-22, 23-25, 15-10 |
| 13 dicembre 2013 Coliseo Luis Aymat Cardona, San Sebastián  | Caribes de San Sebastián | 0 - 3 | Indios de Mayagüez       | 19-25, 26-28, 25-27               |
| 15 dicembre 2013 Palacio de Recreación y Deportes, Mayagüez | Indios de Mayagüez       | 3 - 0 | Maratonistas de Coamo    | 25-22, 25-17, 25-17               |
| 18 dicembre 2013 Coliseo Carmen Zoraida Figueroa, Corozal   | Plataneros de Corozal    | 3 - 1 | Indios de Mayagüez       | 21-25, 27-25, 25-19, 25-19        |
| 26 dicembre 2013 Coliseo Guillermo Angulo, Carolina         | Gigantes de Carolina     | 3 - 0 | Indios de Mayagüez       | 25-15, 25-16 25-20                |
| 28 dicembre 2013 Palacio de Recreación y Deportes, Mayagüez | Indios de Mayagüez       | 3 - 0 | Changos de Naranjito     | 25-13, 25-20, 25-18               |

#### Play-off
| Quarti di finale (gara 1) - 3 gennaio 2014 Palacio de Recreación y Deportes, Mayagüez | Indios de Mayagüez    | 2 - 3 | Gigantes de Carolina  | 23-25, 25-19, 23-25, 25-18, 9-15 |
| Quarti di finale (gara 2) - 4 gennaio 2014 Coliseo Carmen Zoraida Figueroa, Corozal   | Plataneros de Corozal | 3 - 1 | Indios de Mayagüez    | 25-15, 25-14, 21-25, 25-16       |
| Quarti di finale (gara 4) - 9 gennaio 2014 Palacio de Recreación y Deportes, Mayagüez | Indios de Mayagüez    | 0 - 3 | Plataneros de Corozal | 16-25, 22-25, 23-25              |
| Quarti di finale (gara 5) - 11 gennaio 2014 Coliseo Guillermo Angulo, Carolina        | Gigantes de Carolina  | 3 - 1 | Indios de Mayagüez    | 25-19, 24-26, 25-19, 25-19       |

## Statistiche

### Statistiche di squadra
| Competizione | Punti | In casa | In casa | In casa | In trasferta | In trasferta | In trasferta | Totale | Totale | Totale |
| Competizione | Punti | G       | V       | P       | G            | V            | P            | G      | V      | P      |
| ------------ | ----- | ------- | ------- | ------- | ------------ | ------------ | ------------ | ------ | ------ | ------ |
| LVSM         | 35    | 14      | 8       | 6       | 14           | 4            | 10           | 28     | 12     | 16     |
| Totale       | -     | 14      | 8       | 6       | 14           | 4            | 10           | 28     | 12     | 16     |

G = partite giocate; V = partite vinte; P = partite perse